# Gøril Snorroeggen
Gøril Snorroeggen (Trondheim, 15 de fevereiro de 1985) é uma handebolista profissional norueguesa, bicampeã olímpica.